# Jesper Karlström
Jesper Kewe Karlström (ur. 21 czerwca 1995 w Sztokholmie) – szwedzki piłkarz, występujący na pozycji pomocnika, reprezentant Szwecji.

## Kariera klubowa

### Wczesna kariera
Grę w piłkę nożną rozpoczął w akademii klubu Hammarby IF w wieku sześciu lat. Kiedy skończył dziewięć lat, trener jego zespołu przeniósł się do IF Brommapojkarna i zabrał ze sobą całą drużynę młodzieżową, w tym Karlströma.   

### IF Brommapojkarn
W czerwcu 2012 roku został włączony do kadry pierwszego zespołu IF Brommapojkarn na mecz ligowy w Superettan. 27 lipca 2013 zadebiutował w Allsvenskan w wyjazdowym meczu przeciwko Kalmar FF (2:2). Jego zwycięski gol w ostatnim meczu fazy grupowej Svenska Cupen 2013/14, zakwalifikował klub do fazy pucharowej turnieju. 3 maja 2014 strzelił pierwszą bramkę w szwedzkiej ekstraklasie w spotkaniu z IFK Norrköping (3:0). W sezonie 2014 Brommapojkarna spadła z Allsvenskan.  

### Djurgårdens IF
W 2015 Karlström podpisał czteroletni kontrakt ze sztokholmskim klubem Djurgårdens IF (był tam kapitanem). 10 maja 2018 zagrał w finale Pucharu Szwecji, w którym jego zespół pokonał 3:0 Malmö FF. W sezonie 2019 został wraz z drużyną mistrzem Szwecji.  

### Lech Poznań
1 stycznia 2021 został piłkarzem Lecha Poznań, z którym związał się kontraktem do 30 czerwca 2024. Zapłacono za niego 6 milionów koron szwedzkich, czyli około 585.000 euro. Został trzecim piłkarzem Lecha pozyskanym z Djurgårdens IF, po Kebbie Ceesay'u i Kasperze Hämäläinenie. W klubie zastąpił Jakuba Modera, sprzedanego do Brighton & Hove Albion FC.
W sezonie 2020/2021 zawodnik zadebiutował wyjazdowym meczem przeciwko Górnikowi Zabrze, spotkanie zakończyło się remisem 1:1, Szwed rozegrał całe spotkanie i otrzymał żółtą kartkę. Sezon zakończył z 18. meczami na koncie, z czego 2. w Pucharze Polski. 
W sezonie 2021/2022 zagrał w 32. meczach ligowych, zdobywając jednego gola w meczu przeciwko Górnikowi Łęczna, oraz 4. spotkaniach Pucharu Polski. W tym sezonie, Karlström awansował z drużyną do finału krajowego pucharu i zdobył mistrzostwo Polski.

### Udinese
2 sierpnia 2024 przeniósł się do Udinese Calcio, gdzie podpisał dwuletni kontrakt.

## Kariera reprezentacyjna
W latach 2012–2015 występował w młodzieżowych reprezentacjach Szwecji w kategorii U-17, U-19 oraz U-21. 11 stycznia 2018 roku zadebiutował w seniorskiej reprezentacji Szwecji, w towarzyskim meczu przeciwko Danii (1:0) w Abu Zabi.

## Sukcesy
Djurgårdens IF
- mistrzostwo Szwecji: 2019
- Puchar Szwecji: 2017/18

Lech Poznań
- Mistrz Polski: 2021/2022

## Statystyki kariery klubowej
Stan na 22 lipca 2023
| Klub               | Sezon              | Liga               | Liga  | Liga   | Liga   | Puchar kraju | Puchar kraju | Puchar kraju | Europa | Europa | Europa | Inne  | Inne   | Inne   | Suma  | Suma   | Suma   |
| Klub               | Sezon              | Liga               | Mecze | Bramki | Asysty | Mecze        | Bramki       | Asysty       | Mecze  | Bramki | Asysty | Mecze | Bramki | Asysty | Mecze | Bramki | Asysty |
| ------------------ | ------------------ | ------------------ | ----- | ------ | ------ | ------------ | ------------ | ------------ | ------ | ------ | ------ | ----- | ------ | ------ | ----- | ------ | ------ |
| Brommapojkarna     | 2013/2014          | Allsvenskan        | 14    | 0      |        | 5            | 1            |              | 0      | 0      | 0      | 0     | 0      | 0      | 19    | 1      |        |
| Brommapojkarna     | 2014/2015          | Allsvenskan        | 27    | 3      |        | 1            | 0            |              | 6      | 0      |        | 0     | 0      | 0      | 34    | 3      |        |
| Brommapojkarna     | Ogólnie            | Ogólnie            | 41    | 3      |        | 6            | 1            |              | 6      | 0      |        | 0     | 0      | 0      | 53    | 4      |        |
| Djurgårdens IF     | 2014/2015          | Allsvenskan        | 0     | 0      | 0      | 2            | 0            |              | 0      | 0      | 0      | 0     | 0      | 0      | 2     | 0      |        |
| Djurgårdens IF     | 2015/2016          | Allsvenskan        | 26    | 1      |        | 4            | 1            |              | 0      | 0      | 0      | 0     | 0      | 0      | 30    | 2      |        |
| Djurgårdens IF     | 2016/2017          | Allsvenskan        | 16    | 1      |        | 3            | 1            |              | 0      | 0      | 0      | 0     | 0      | 0      | 19    | 2      |        |
| Djurgårdens IF     | 2017/2018          | Allsvenskan        | 24    | 3      |        | 7            | 0            |              | 0      | 0      | 0      | 0     | 0      | 0      | 31    | 3      |        |
| Djurgårdens IF     | 2018/2019          | Allsvenskan        | 25    | 0      | 2      | 6            | 2            | 1            | 2      | 0      | 0      | 0     | 0      | 0      | 34    | 0      | 3      |
| Djurgårdens IF     | 2019/2020          | Allsvenskan        | 28    | 2      | 2      | 4            | 1            | 1            | 0      | 0      | 0      | 0     | 0      | 0      | 32    | 3      | 3      |
| Djurgårdens IF     | 2020/2021          | Allsvenskan        | 28    | 1      | 1      | 0            | 0            | 0            | 3      | 0      | 0      | 0     | 0      | 0      | 31    | 1      | 1      |
| Djurgårdens IF     | Ogólnie            | Ogólnie            | 147   | 8      |        | 26           | 4            |              | 5      | 0      | 0      | 0     | 0      | 0      | 178   | 12     |        |
| Lech Poznań        | 2020/2021          | Ekstraklasa        | 16    | 0      | 1      | 2            | 0            | 0            | 0      | 0      | 0      | 0     | 0      | 0      | 18    | 0      | 1      |
| Lech Poznań        | 2021/2022          | Ekstraklasa        | 32    | 1      | 1      | 4            | 0            | 0            | 0      | 0      | 0      | 0     | 0      | 0      | 36    | 1      | 1      |
| Lech Poznań        | 2022/2023          | Ekstraklasa        | 31    | 1      | 1      | 1            | 0            | 0            | 19     | 0      | 1      | 1     | 0      | 0      | 52    | 0      | 2      |
| Lech Poznań        | 2023/2024          | Ekstraklasa        | 1     | 0      | 0      | 0            | 0            | 0            | 0      | 0      | 0      | 0     | 0      | 0      | 1     | 0      | 0      |
| Lech Poznań        | Ogólnie            | Ogólnie            | 80    | 2      | 3      | 7            | 0            | 0            | 19     | 0      | 1      | 1     | 0      | 0      | 107   | 1      | 4      |
| Ogólnie w karierze | Ogólnie w karierze | Ogólnie w karierze | 270   | 14     |        | 39           | 7            |              | 30     | 0      |        | 1     | 0      |        | 340   | 21     |        |